# Stare Kurowo (gmina)
Stare Kurowo – gmina wiejska w Polsce położona w województwie lubuskim, w powiecie strzelecko-drezdeneckim. W latach 1975–1998 gmina administracyjnie należała do województwa gorzowskiego.
Siedziba gminy to Stare Kurowo.
Według danych z 30 czerwca 2004 gminę zamieszkiwały 4174 osoby.

## Struktura powierzchni
Według danych z roku 2002 gmina Stare Kurowo ma obszar 77,88 km², w tym:
- użytki rolne: 61%
- użytki leśne: 26%

Gmina stanowi 6,24% powierzchni powiatu.

## Demografia

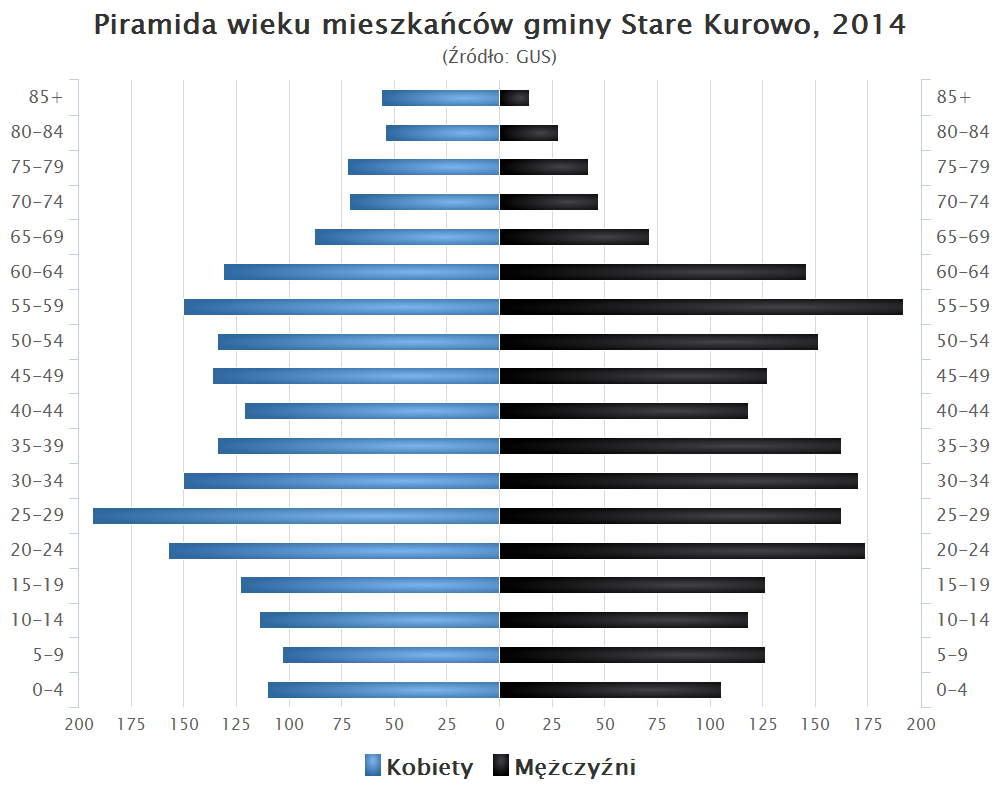
Piramida wieku mieszkańców gminy Stare Kurowo w 2014 roku

Dane z 30 czerwca 2004:
| Opis                              | Ogółem | Ogółem | Kobiety | Kobiety | Mężczyźni | Mężczyźni |
| --------------------------------- | ------ | ------ | ------- | ------- | --------- | --------- |
| jednostka                         | osób   | %      | osób    | %       | osób      | %         |
| populacja                         | 4174   | 100    | 2124    | 50,9    | 2050      | 49,1      |
| gęstość zaludnienia (mieszk./km²) | 53,6   | 53,6   | 27,3    | 27,3    | 26,3      | 26,3      |

## Sąsiednie gminy
Dobiegniew, Drezdenko, Strzelce Krajeńskie, Zwierzyn